# Little Sister (film 2015)
Little Sister (海街ｄｉａｒｙ?, Umimachi Diary) è un film del 2015 diretto da Hirokazu Kore'eda.
La pellicola, basata sul manga Our Little Sister - Diario di Kamakura di Akimi Yoshida è stata presentata in concorso alla 68ª edizione del Festival di Cannes.

## Trama
In una vecchia casa nella cittadina di Kamakura vivono tre sorelle: Sachi 29 anni, infermiera, Yoshino 22, impiegata di banca e Chika di 19, commessa in un negozio di articoli sportivi. Alla notizia della morte del padre, che le lasciò 15 anni prima, per iniziare una nuova convivenza, le ragazze si organizzano per andare al suo funerale. Il padre ebbe una figlia con la seconda moglie, persa la quale, si risposò nuovamente con quella che è stata l'ultima compagna.
Al funerale, le sorelle Koda conoscono per la prima volta la sorellastra Suzu, 14enne ben educata e poco legata alla sua matrigna, che accetta immediatamente l'invito ad andare a vivere con loro.
Trasferitasi nella nuova città, Suzu non fatica ad ambientarsi, anche grazie all'aiuto delle sorelle che non le fanno mancare niente.
Sachi, la più responsabile, vive un conflitto interiore nel momento in cui il pediatra di cui è innamorato, le propone di seguirlo negli Stati Uniti nel suo nuovo lavoro. Lei ha appena avuto un cambiamento nel proprio, entrata a far parte di un reparto che cura i malati terminali. Dopo aver riallacciato i difficili rapporti con la madre, anche lei andata via dopo il tradimento del marito, Sachi stringe ancora di più il rapporto con Suzu, che ha scoperto avere un carattere che le somiglia molto.
Decisasi a restare, dopo il funerale di una cara amica di famiglia, che ha avuto modo di curare nel suo nuovo incarico lavorativo, Sachi, in riva al mare con le sorelle, osserva la piccola Suzu e nota come il loro padre, spesso oggetto di biasimo da parte di tutte, abbia fatto certamente qualcosa di buono, con riferimento alla sorellina che ha lasciato loro.

## Colonna sonora
Le musiche del film sono state composte da Yōko Kanno e raccolte nel CD Umimachi Diary (Our Little Sister) Original Soundtrack.

## Distribuzione
Il film ha preso parte, in concorso, al Festival di Cannes del 2015. La pellicola è stata distribuita in Giappone il 13 giugno 2015 ed è stato presentato in anteprima a Londra il 14 ottobre 2015 al BFI London Film Festival.
In Italia il film è uscito il 1 gennaio 2016.